# Річард Вудголл
Річард Вудголл  (англ. Richard Woodhall, 17 квітня 1968, Бірмінгем) — британський професійний боксер, чемпіон світу за версією WBC (1998—1999) у другій середній вазі, олімпійський медаліст.

## Аматорська кар'єра
На Олімпійських іграх 1988 в категорії до 71 кг завоював бронзову медаль.
- В 1/16 фіналу переміг Десмонда Вільямса (Сьєра-Леоне) — 5-0
- В 1/8 фіналу переміг Аполінаріо Сільвейра (Ангола) — 5-0
- В чвертьфіналі переміг Рея Рівера (Пуерто-Рико) — 5-0
- В півфіналі програв Рою Джонсу (США) — 0-5

На Іграх Співдружності 1990, здобувши три перемоги, завоював золоту медаль.

## Професіональна кар'єра
Розпочав свою профікар'єру 1990 року і не знав поразок у 21-ому бою, завоювавши титули чемпіона Співдружності і чемпіона Євросоюза у середній вазі.
19 жовтня 1996 року зустрівся в бою з чемпіоном світу WBC у середній вазі американцем Кітом Голмсом і зазнав поразки технічним нокаутом в дванадцятому раунді.
Провівши після поразки один переможний бій, 27 березня 1998 року зустрівся в бою з чемпіоном світу WBC у другій середній вазі Тулані Малінга (ПАР) і здобув перемогу одностайним рішенням суддів. Провів два переможних захиста титула проти британця Гленна Кетлі і італійця Вінченцо Нардієлло, а 23 жовтня 1999 року в бою проти Маркуса Беєра (Німеччина) зазнав поразки одностайним рішенням.
16 грудня 2000 року зустрівся в бою з чемпіоном світу WBO у другій середній вазі Джо Кальзаге і програв технічним нокаутом в десятому раунді, після чого завершив кар'єру.